# Supai (Arizona)
Supai ist ein Census-designated place im Nordwesten des US-Bundesstaates Arizona im Coconino County. Das U.S. Census Bureau hat bei der Volkszählung 2010 eine Einwohnerzahl von 208 ermittelt. Die amtliche Zahl von Null Einwohnern bei der Volkszählung 2020 war ein Fehler, Associated Press berichtete 2023, dass rund 500 der insgesamt 770 Havasupai in Supai leben.

## Etymologie
Das Wort Supai ist eine künstliche Wortschöpfung aus dem Jahr 1906 des damaligen Post Office Department, dem Vorläufer des jetzigen United States Postal Service. Der Begriff ist der Sprache der Havasupai entnommen und stellt eine Zusammenziehung und Verkürzung aus Havasu und Pai dar (unter Wegfallen von Hava). Havasu oder Havasuuw bzw. Havsuw hat die Bedeutung blaugrünes Wasser und bezieht sich auf den durch den Ort fließenden Havasu Creek. Das Wort Pai oder Baaja bedeutet Volk, Leute, Menschen. Die Havasupai oder Havsuwʼ Baaja sind somit das Volk am blaugrünen Wasser.

## Geographie
Supai ist der Hauptort der Havasupai Indian Reservation. Er liegt am Havasu Creek, einem linken Nebenfluss des Colorado Rivers, etwa 10 Kilometer (Luftlinie) vor dessen Mündung. Supai besitzt keinerlei Verkehrsanbindung (und somit auch keine Pkws) und kann nur zu Fuß oder mit Reit- bzw. Lasttier über einen Pfad oder aber per Helikopter erreicht werden. Die nächste Straßenanbindung ist 13 Kilometer entfernt. Supai stellt die einzige Gemeinde (CDP) in den Vereinigten Staaten dar, in der die Post noch mit Maultieren zugestellt wird. Die Tiere übernehmen auch den Transport von Lebensmitteln und sonstigen Gütern. Die Gemeinde wurde vom U.S. Department of Agriculture als das abgelegenste Gemeinwesen der zusammenhängenden Vereinigten Staaten eingestuft.
Supai liegt auf 974 Meter über dem Meer und hat eine Gesamtfläche von 4,4 Quadratkilometer.

### Zugang

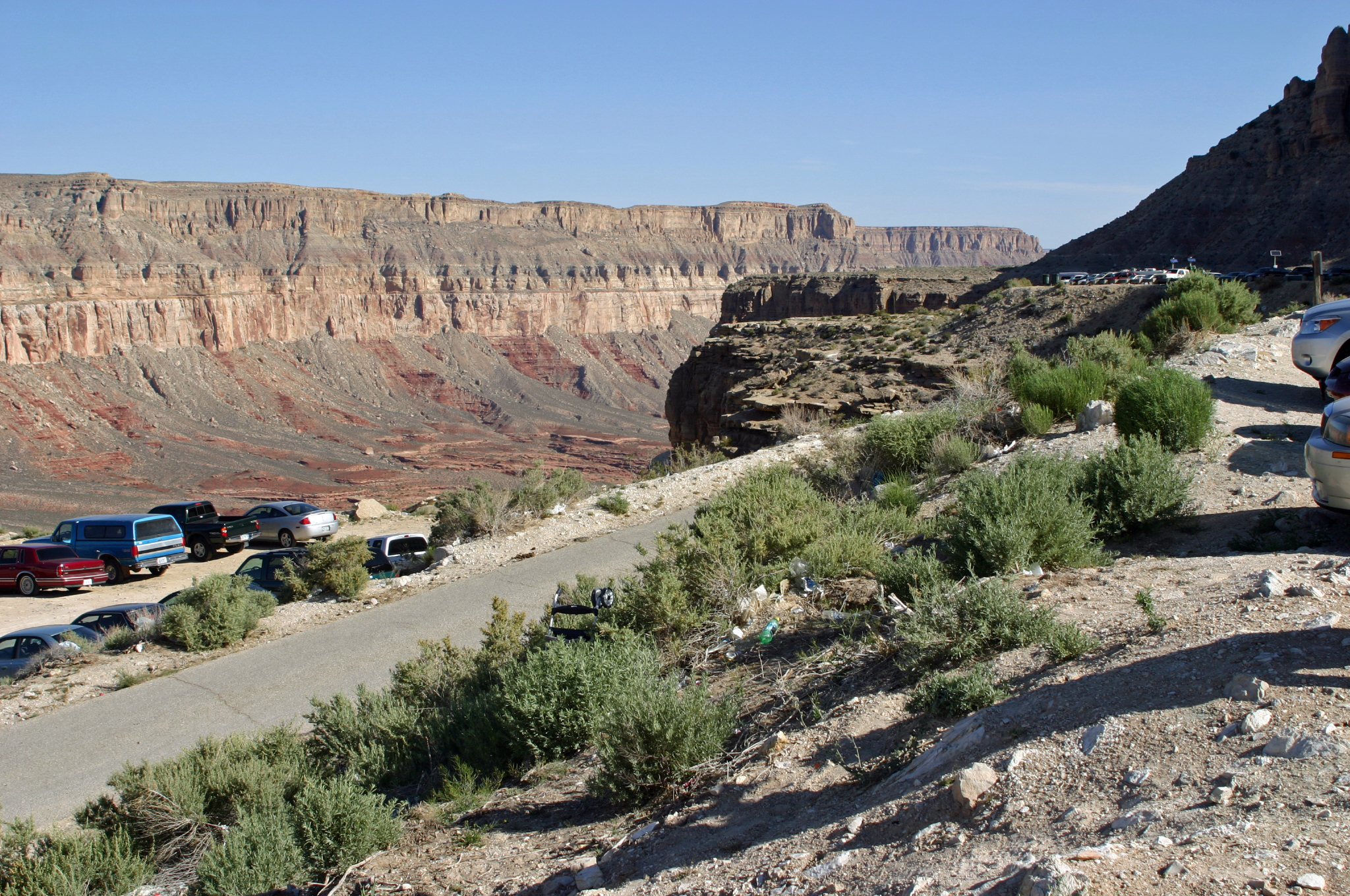
Blick vom Hualapai Hilltop ins Hualapai Canyon. Über rotem Hermit Shale der helle Coconino Sandstone, die Toroweap-Formation und der abdeckende Kaibab Limestone.

Der Zugang nach Supai erfolgt vom Hualapai Hilltop aus über einen 13 Kilometer langen Pfad, der durch das Hualapai Canyon hinunterführt und dabei 611 Meter an Höhe verliert. Vom Hualapai Hilltop aus können nach Supai auch Helikopterflüge der AirWest Helicopters gechartert werden. Der Hualapai Hilltop liegt etwa 110 Kilometer nordöstlich von Peach Springs und kann über die geteerte BIA Road 18 erreicht werden.

### Hydrologie
Von entscheidender Bedeutung für Supai ist der Havasu Creek – ein linker, nach Nordnordwesten abfließender Nebenfluss des Colorado Rivers, der sich bis zu 900 Meter tief in das Coconino-Plateau eingeschnitten hat. Sein enges Canyon erweitert sich bei Supai, so dass hier die oasenartige Ansiedlung mit fruchtbaren Alluvialböden entstehen konnte. Unter anderem durch Travertinablagerungen wird der Havasu Creek in mehrere Wasserfälle gestaut, wie beispielsweise die jetzt trockengefallenen Navajo Falls, die Fifty Foot Falls (vormals Supai Falls), die Lower Navajo Falls, die Havasu Falls und weiter flussabwärts die Mooney Falls und die Beaver Falls. Südlich von Supai befindet sich die Quelle Havasu Springs.

### Überschwemmungen
Nach schweren nächtlichen Regenfällen und dem Bersten des irdenen Rückhaltedamms (Redlands Dam) am Cataract Creek mussten am 17. und 18. August 2008 wegen der Überschwemmung des Havasu Creeks Touristen und mehrere Einwohner aus Supai evakuiert und nach Peach Springs in Sicherheit gebracht werden. Da weitere schwere Regenfälle erwartet wurden, bestand die Gefahr einer Sturzflut (Englisch flash flood). Da die Schäden an Wegen, Brücken und am Campingplatz sehr ernsthafter Natur waren, wurde daraufhin der Zugang nach Supai inklusive Campingplatz und Havasu Falls für Besucher bis ins Frühjahr 2009 gesperrt. Weitere Überschwemmungen im Jahr 2010 zerstörten ihrerseits mittlerweile vorgenommene Ausbesserungsarbeiten. Folglich kam es zu einer erneuten Sperrung von Supai, die bis Mai 2011 andauerte.
Schwere Überschwemmungen hatten sich in Supai bereits im Jahr 1910 ereignet, welche die ursprüngliche Ansiedlung in der Nähe des Zusammenflusses von Cataract Canyon und Hualapai Canyon vollständig zerstörten. Ein kleiner Abbau auf Silber und Platin fiel den Fluten ebenfalls zum Opfer. Schwerwiegender war jedoch der Verlust des für die Havasupai lebenswichtigen Ackerlandes durch Erosion und Verschüttung. Zum Glück befand sich der Stamm damals in seinen Winterquartieren auf dem Hochplateau, so dass nur ein einziges Opfer zu beklagen war. Nach der Flut wurde Supai weiter flussabwärts in seine heutige, wesentlich geräumigere Position an der Einmündung des Schoolhouse Canyons verlagert.
Überschwemmungsereignisse sind bekannt aus den Jahren 1899, 1904, 1905, 1910, 1920, 1921, 1928, 1935, 1954, 1955, 1970, 1990, 1992, 1993, 2008 und 2010. Sie wurden mehrheitlich von schweren Sommergewittern verursacht, untergeordnet auch von frontalen Wetterlagen im Winter.

## Klima
In Supai herrscht ein semiarides Klima mit 217 Millimeter Niederschlag im Jahr. Die Sommer sind sehr heiß mit milden Nachttemperaturen. Im Juli werden Spitzentemperaturen von 47 Grad Celsius gemessen. Die Winter sind nicht allzu streng, die Nachttemperaturen fallen jedoch mehrmals unter den Gefrierpunkt. Extreme Kältewerte erreichen − 20 Grad Celsius im Dezember.

## Geologie

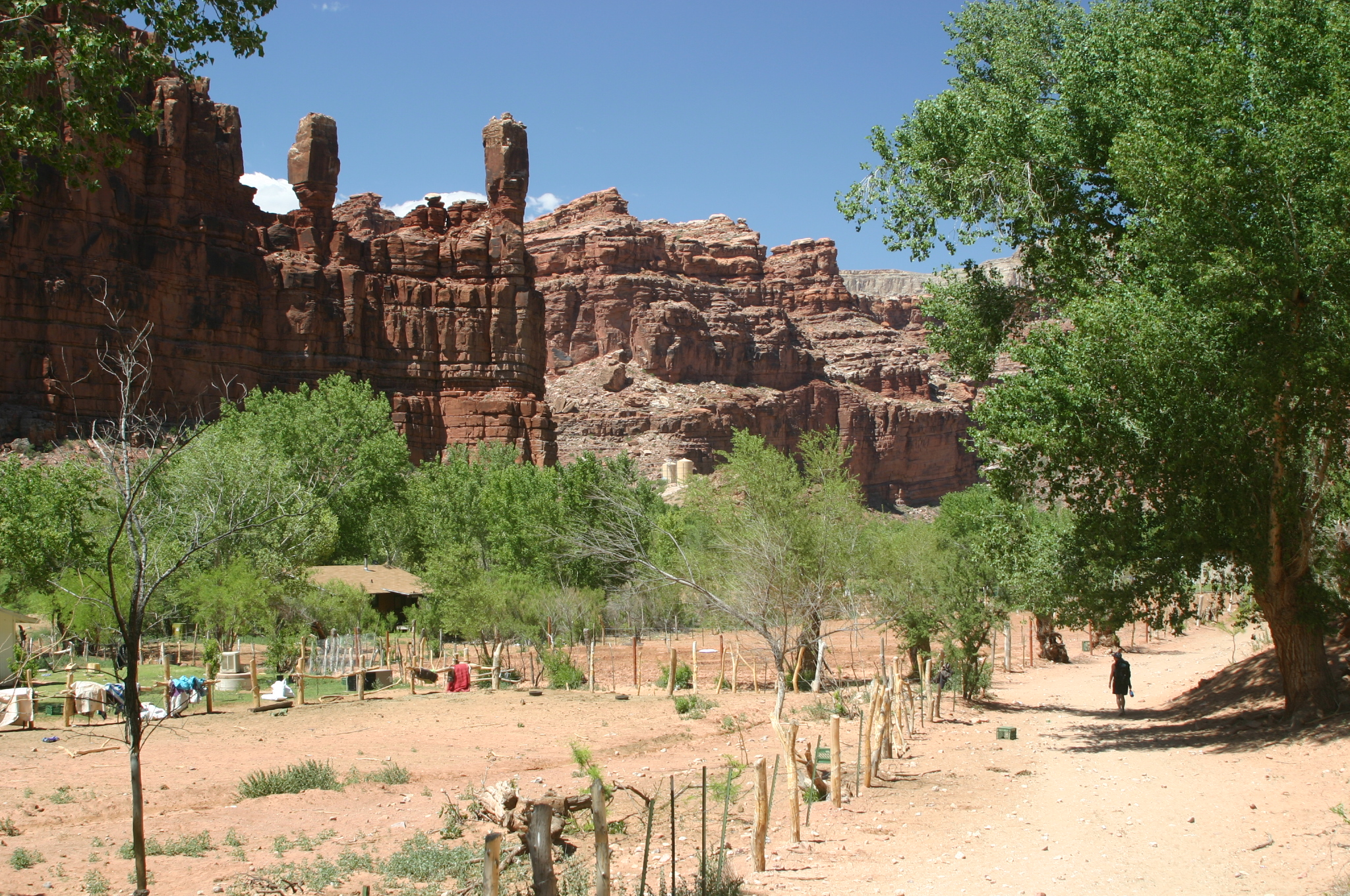
Kurz vor Erreichen von Supai baut sich die rote Mauer der Supai Group auf, gekrönt von der Felsformation der Wigleeva

Das Canyon des Havasu Creeks hat sich tief in die flachliegende paläozoische Schichtenfolge des Coconino-Plateaus eingeschnitten. Der Talboden um Supai folgt in etwa der Schichtgrenze Redwall Limestone zur Supai Group. Die nach dem Ort benannte rotgefärbte Gruppe bildet hier die unmittelbar umringenden Steilwände des Canyons. Die Supai Group baut sich aus folgenden Formationen auf (vom Liegenden zum Hangenden): Watahomigi-Formation, Manakacha-Formation, Wescogame-Formation und Esplanade Sandstone. Der Esplanade Sandstone formt sodann in seinem Hangenden eine relativ weite Verebnungsplattform, über die sich recht steil und zurückversetzt der Mesarand des Coconino-Plateaus aufschwingt. Dieser besteht aus Hermit Shale, Coconino Sandstone, Toroweap-Formation und dem abschließenden Kaibab Limestone, der die weitläufige Hochfläche überall unterlagert.
Der Talboden des Havasu Creeks um Supai wird neben quartärem Alluvium von pleistozänen und holozänen Travertinablagerungen aufgefüllt, welche immerhin bis zu 30 Meter an Mächtigkeit erreichen können.
Die Schichten fallen mit 3 Grad nach Westsüdwest ein. Sie bilden eine großräumige Muldenstruktur (Cataract Syncline), deren Achse mehr oder weniger dem Havasu Canyon folgt. In etwa parallel hierzu verläuft etwas weiter östlich eine südwestvergente Monoklinale (Supai Monocline). Die Supai Monocline ist insofern von Bedeutung, da sie als einzige der Monoklinalen im Gebiet des Grand Canyons einen westlichen Bewegungssinn manifestiert. Verwerfungen im Gemeindegebiet sind die Nordost-streichende Sinyala Fault im Norden und die Ostnordost-streichende Havasu Springs Fault im Süden. Auch kleinere Südost-streichende Brüche treten auf. All diese Störungen zeigen jedoch nur geringen Versatz im Meter-Bereich. Die Plattform des Esplanade Sandstone gibt sehr schöne Kluftscharen zu erkennen, welche Südost oder Ostsüdost streichen.
Von wissenschaftlichem Interesse sind zwei Schlote aus Alkaliolivinbasalt am Yumtheska Point, Yumtheska Vent East und Yumtheska Vent West. Sie sind vor 780 000 Jahren zu Beginn des Mittelpleistozäns oberhalb des Esplanade Sandstones in die Basis des Hermit Shales eingedrungen. Am Westschlot sind ein kleiner Basaltstrom und Pyroklastika zu verzeichnen. Der Basaltstrom ergoss sich auf den Esplanade Sandstone. Die beiden Schlote folgen einem Nordwest-streichenden Lineament. Sie legen nahe, dass der Colorado River vor 780 000 Jahren bereits das Niveau der Supai Group erreicht hatte, möglicherweise auch schon den Redwall Limestone.
Erwähnenswert sind ferner Brekzienschlote (Englisch breccia pipes) und Dolinen (Englisch sinkholes). Diese kreisförmigen  Einbruchsstrukturen konzentrieren sich vor allem entlang der Sinyala Fault sowie auf der Long Mesa und deren westlicher Verlängerung südlich des Yumtheska Points. Ursache der Brekzienschlote sind tiefreichende Lösungsschächte im Redwall Limestone (mit Nachstürzen des Hangenden), wohingegen die sehr jungen Dolinen (Holozän bis Pleistozän) durch Gipsauswaschung im Harrisburg Member des Kaibab Limestones oder im Woods Ranch Member der Toroweap-Formation entstanden.

## Infrastruktur
Supai besitzt als Infrastruktur für Besucher eine klimatisierte Lodge (die Havasupai Lodge, ein Vier-Sterne-Hotel), einen kleinen Supermarkt (Havasupai Trading Company), einen Convenience Shop (The Sinyella Store) und ein Café (The Havasupai Tribal Cafe). Neben einer Grundschule (die Havasupai Elementary School) befindet sich im Ort auch eine aus Stein erbaute überkonfessionelle Kirche sowie eine Kirche der Mormonen (Church of Christ of Latter Day Saints). Der Stamm der  Havasupai hat in Supai seinen Versammlungsraum. Regierungsgebäude sind das Postamt, die Station der Feuerwehr, das Hauptbüro des ansässigen Rangers und die Polizeiwache des Bureau of Indian Affairs. Der Campingplatz befindet sich etwa 3 Kilometer weiter nordwestlich unterhalb der Havasu Falls. Hochspeicher versorgen die Gebäude mit Leitungswasser und Dieselaggregate erzeugen den benötigten Strom.

## Demographie
Die Volkszählung im Jahr 2010 ergab insgesamt 208 Einwohner, die auf 43 Haushalte verteilt waren. Die große Mehrheit mit 96,6 % waren Indianer (Native Americans), 2,4 % waren Mischlinge, 0,5 % waren Weiße und 0,5 % waren anderer Zugehörigkeit. Hierunter gaben 4,3 % auch lateinamerikanische Herkunft an.